# (11094) Cuba
(11094) Cuba (1994 PG17) – planetoida z grupy pasa głównego asteroid okrążająca Słońce w ciągu 5,4 lat w średniej odległości 3,08 j.a. Odkryta 10 sierpnia 1994 roku.